# Richard Antwi
Richard Antwi Manu (21 juli 1996) is een Ghanese voetballer. Hij speelt als middenvelder bij Lierse SK. Hij debuteerde op 24 mei 2015 in de eindronde tegen Lommel United. Hij kwam over van de JMG academie in Ghana. 

## Statistieken
| Seizoen        | Club           | Land            | Competitie         | Competitie | Competitie | Beker | Beker | Internationaal | Internationaal | Overig | Overig | Totaal | Totaal |
| Seizoen        | Club           | Land            | Competitie         | Wed.       | Dlp.       | Wed.  | Dlp.  | Wed.           | Dlp.           | Wed.   | Dlp.   | Wed.   | Dlp.   |
| -------------- | -------------- | --------------- | ------------------ | ---------- | ---------- | ----- | ----- | -------------- | -------------- | ------ | ------ | ------ | ------ |
| 2014/15        | K. Lierse SK   | Vlag van België | Jupiler Pro League | 0          | 0          | 0     | 0     | —              | —              | 1      | 0      | 1      | 0      |
| 2015/16        | K. Lierse SK   | Vlag van België | Tweede Klasse      | 0          | 0          | 0     | 0     | —              | —              | 0      | 0      | 0      | 0      |
| Carrièretotaal | Carrièretotaal | Carrièretotaal  | Carrièretotaal     | 0          | 0          | 0     | 0     | 0              | 0              | 1      | 0      | 1      | 0      |

Bijgewerkt t/m 16 november 2015.